# Funaria altiseta
Funaria altiseta là một loài Rêu trong họ Funariaceae. Loài này được (Herzog) Broth. mô tả khoa học đầu tiên năm 1924.